# Fisson

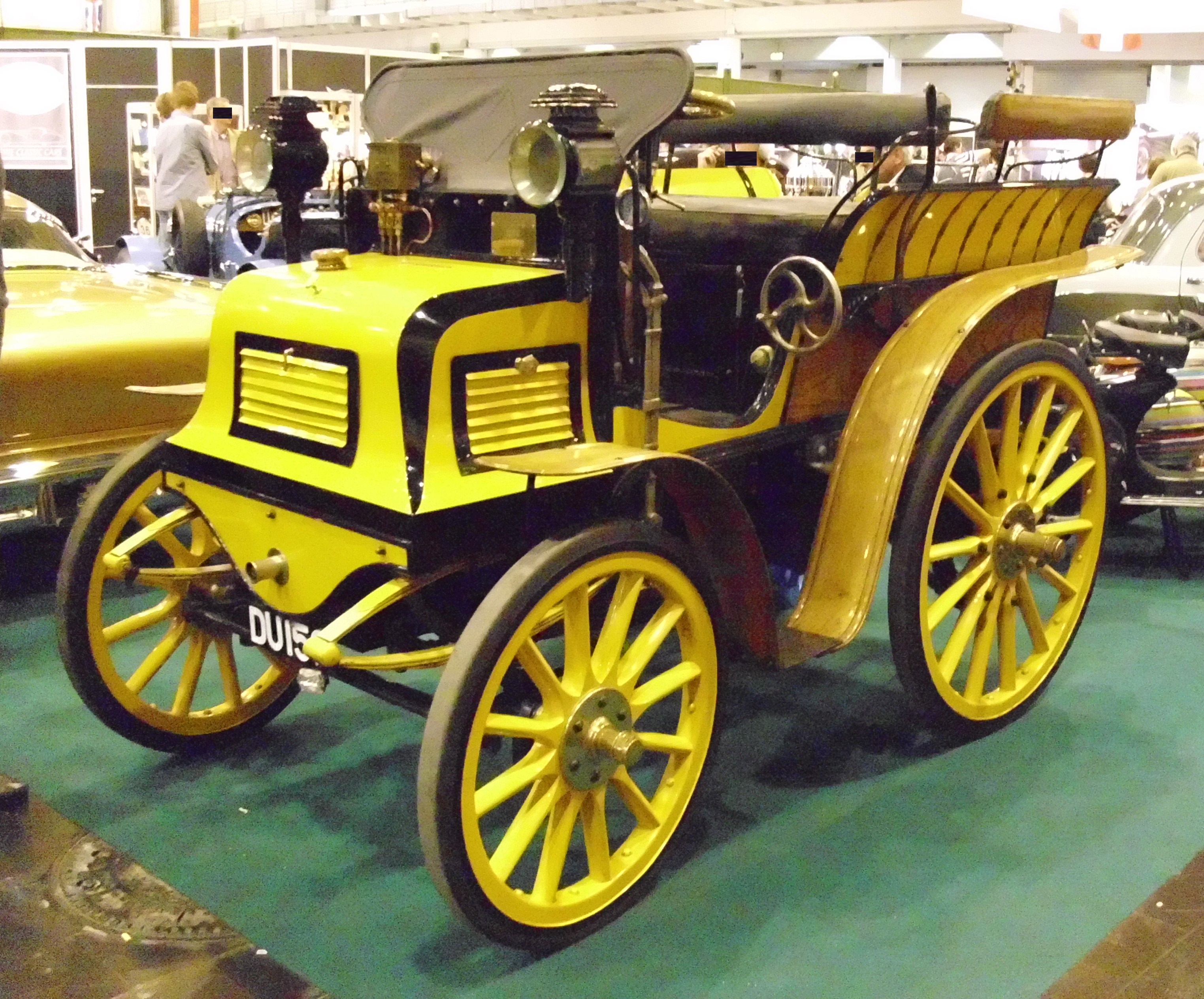
Fisson von 1898 auf der Techno-Classica

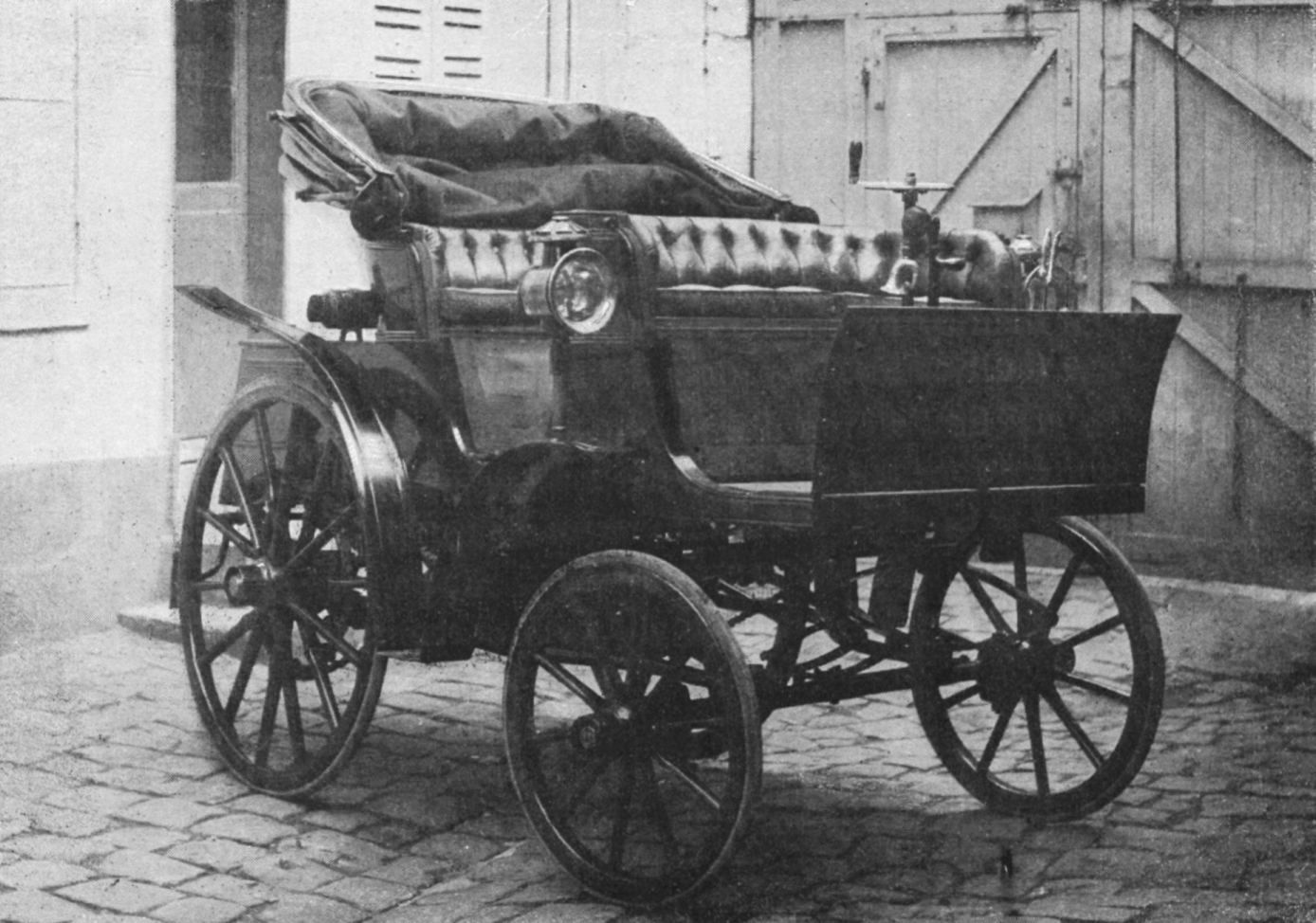
Fisson à moteur Benz (1897)

L. Fisson & Cie war ein französischer Hersteller von Automobilen.

## Unternehmensgeschichte
Louis Fisson gründete das Unternehmen 1896 in der Rue Maublanc 14 in Paris und begann mit dem Bau von Automobilen. 1899 endete die Produktion.

## Fahrzeuge
Das erste Modell besaß einen liegenden Einzylindermotor von Benz, der im Heck verbaut war. Die verschiedenen Karosserieaufbauten boten wahlweise Platz für zwei, vier oder sechs Personen. Eine Fisson Victoria nahm im September 1896 am Autorennen von Paris nach Marseille und zurück teil.
Ein weiterentwickeltes Modell glich mehr dem moderneren Panhard & Levassor. Hier sorgte ein Zweizylindermotor mit 2920 cm³ Hubraum, der vorne im Fahrzeug montiert war, für den Antrieb. Das Getriebe verfügte über vier Gänge.
Ein Fahrzeug dieser Marke existiert noch. Es gehört zur Sammlung von Leonardslee Gardens in Lower Beeding bei Horsham und wird gelegentlich beim London to Brighton Veteran Car Run eingesetzt.